# Redoviti profesor
Redoviti profesor, samostalni predavač na fakultetu, po stupnju viši od izvanrednog profesora, u ženskom obliku naziv je redovita profesorica.